# Ilona B. Benda

Ilona B. Benda 1919 in ihrer Gedenkschrift gegen den Ersten Weltkrieg

Ilona Mari Benda, genannt Ilona Benda-Baranyai (* 4. März 1884 in Berlin; † nach 1926); Pseudonym Ilona B. Benda, war eine deutsch-amerikanische Journalistin und Autorin. Sie war eine Nachfahrin der Musikerfamilie Benda und der Schauspielerfamilie Limbach.

## Leben
Ilona Benda-Baranyais deutsche Mutter war die Sprach- und Musikpädagogin (Josephina Maria) Louisa Benda (* 1854 in Düsseldorf), Tochter des Opernsängers Adolph Benda (* 1825) sowie der Schauspielerin und Sängerin Susanna Limbach (* 1827 in Rudolstadt; † 1912 in Houston/Texas).
Mit Unterstützung ihres Verlobten, des deutsch-amerikanischen Germanistik-Professors der Harvard-University, Karl Detlev Jessen (* 1872 in Winnemark/Schleswig-Holstein; † 1919 in Philadelphia), wanderte Ilona Benda-Baranyai im Jahre 1900 mit Mutter und Großmutter von ihrem langjährigen Wohnort Berlin über Hamburg in die USA aus. Die 1901 geschlossene Ehe scheiterte jedoch bald: Jessen ging an das Bryn Mawr Collage, Philadelphia, Ilona Benda-Jessen wohnte mit Mutter und Großmutter in Malden bei Boston, wo sie sich den Sozialisten anschloss. Laut Bundesarchiv hat sie mit Natalie Liebknecht korrespondiert.

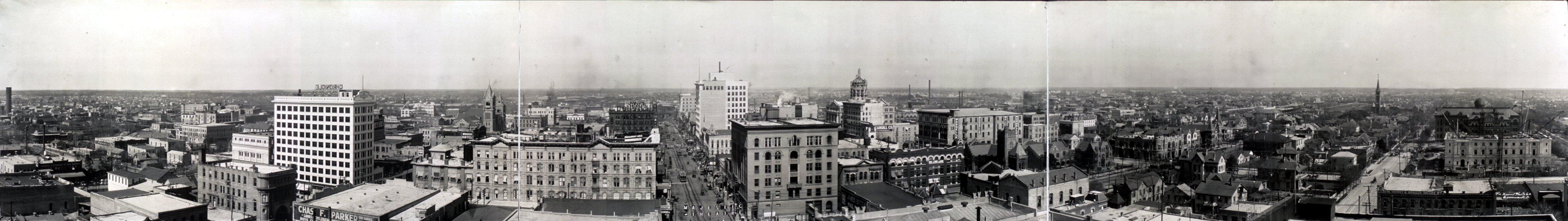
Houston 1910 mit Chronicle-Gebäude

1908 war ihre Übersiedelung nach Houston/Texas, wo sie sich zunächst Miss Ilona Benda nannte, dann verschiedene Vornamen-Variationen gebrauchte, möglicherweise um wegen der zunehmenden Deutschfeindlichkeit ihre Herkunft zu verschleiern. Sie arbeitete überwiegend für den Houston Chronicle, teilweise auch für die Galveston Daily News.
1919 gab Miss Ilona B. Benda die patriotische Gedenkschrift Our Community War Service Memorial, Houston and Harris County, zu Ehren der gefallenen Soldaten des Ersten Weltkrieges heraus, in welche sie eigene beschwörende Beiträge einfließen ließ. Sie engagierte sich in Wohltätigkeitsvereinen, war 1923 Mitinitiatorin der Umwandlung des ehemaligen (Soldaten-)Camp Logan in ein Gedenkareal, heute noch ein beliebter Freizeit- und Eventpark. 1924 war sie leidenschaftliche Mitbegründerin des Tierschutzvereins Harris County Humane Society (später The Houston SPCA).
Unter ihrem Autoren-Namen heiratete Ilona B. Benda 1926 Walter Frederick Kohenau. Für die Folgejahre fanden sich für beide Familiennamen keine Einträge in den Adressbüchern von Houston.

## Werk
- Our Community War Service Memorial, Houston and Harris County. Original 1919. (Reprint: General Books, 2010, ISBN 978-1-153-08576-2), Volltext bei Internet Archive, 1919, (keine Seiten-Nummerierung).